# كوم السمن
كوم السمن إحدى قرى مركز شبين القناطر التابع لمحافظة القليوبية بجمهورية مصر العربية.

## التاريخ
قرية كوم السمن من القرى القديمة، حيث وردت باسم «كوم السمن» في أعمال القليوبية ضمن قرى الروك الناصري التي أحصاها ابن الجيعان في كتاب «التحفة السنية بأسماء البلاد المصرية». وفي العصر العثماني وردت باسم «كوم السمن» في التربيع العثماني الذي أجراه الوالي العثماني سليمان باشا الخادم في عصر السلطان العثماني سليمان القانوني ضمن قرى ولاية القليوبية، وفي تاريخ 1228هـ/1813م الذي عدّ قرى مصر بعد المسح الذي قام به محمد علي باشا باسم «كوم السمن» ضمن قرى مديرية القليوبية.

## السكان
بلغ عدد سكان كوم السمن 6,570 نسمة، حسب الإحصاء الرسمي لعام 2006.